# Maya Berović

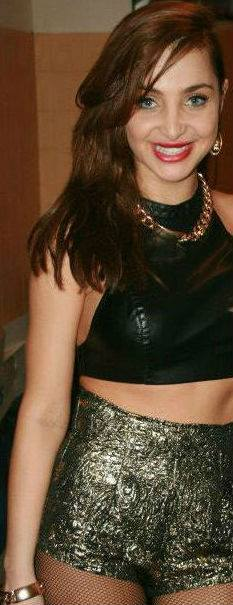
Maya Berović

Maya Berović (geboren als Maja Berović,* 8. Juli 1987 in Malešići bei Ilijaš, SR Bosnien und Herzegowina, Jugoslawien), unter ihrem Künstlernamen Maya bekannt, ist eine bosnische und serbische Popfolk-Sängerin. Ihre Karriere begann mit 19 Jahren, als sie bei dem Vertrieb Grand Produkcija unter Vertrag genommen wurde. Sie zählt zu den bedeutendsten Pop-Sängern in der Region mit mittlerweile neun Alben und mehreren Singles. Sie ist vor allem in Bosnien und Herzegowina, Serbien, Kroatien, Slowenien und Montenegro sehr bekannt.

## Kindheit und Jugend
Berović wurde in dem Dorf Malešići in der Gemeinde Ilijaš nahe Sarajevo im heutigen Bosnien und Herzegowina eines bosnisch-serbischen Paares geboren. Ihre Familie lebte in Malešići bis zum Ende des Bosnienkrieges 1995, als ihre Mutter, ihr älterer Bruder und Maya selbst nach Bratunac zogen, wo ihre Mutter ursprünglich herkommt. Maya ging in Bratunac zur Schule, wo sie die ersten Erfahrungen mit Musik machte. Mit 12 Jahren begann sie, an Wochenenden in lokalen Diskotheken zu singen, bis sie 18 Jahre alt wurde. Sie hörte in ihrer Jugend Musik von Sängerinnen wie Dragana Mirković, Lepa Brena und Ceca, wodurch sich ein gewisser Einfluss auf ihre eigene Musik feststellen lässt.

## Karriere

### 2007–08: Život uživo, Crno zlato
Als Maya beim serbischen Produktionsstudio Grand Produkcija unterschrieben hat, wurde ihr erstes Album "Život uživo" (Leben live) im August 2007 veröffentlicht. Die Lieder wurden von berühmten serbischen Songwritern wie Marina Tucaković und Aleksandar Milić geschrieben. Sie konnte leichte Erfolge mit dem Lied "Džin i limunada" (Gin und Lemonade) verbuchen. Kurz danach verließ sie ihr Vertrieb, weil sie andere Vorstellungen über ihre Zukunft hatte als der Direktor Saša Popović. Maya wechselte zu City Records, wo sie nach einem Jahr im Dezember 2008 ihr zweites Album Crno Zlato (schwarzes Gold) über das kurzlebige Label IN Music veröffentlichte. Crno Zlato wurde in einem Studio in Zemun aufgenommen. Ivana Selakov, eine damals unbekannte Sängerin, war als Backup-Vokal auf verschiedenen Liedern vertreten. "Sedativ", "Uspomene" (Erinnerungen) und der Titel-Song bekamen mehr Radio-Sendezeit als Gin und Lemonade.

### 2009–11: BN Music und Maya
Zwei Monate nach dem Release von Crno Zlato debütierte eine selbst veröffentlichte Single Koliko te ludo volim ja (Wie sehr ich dich liebe) im Februar 2009. Kurz danach begann sie mit der Arbeit an ihrem dritten Album unter dem Label BN Music, welches in Bijeljina sesshaft ist.
Ihr großer Durchbruch gelang ihr durch ihr drittes Album Maya und dem Erfolg der Ballade Djevojacko prezime (Mädchenname) im Februar 2011. Das Lied gewann 2011 die „Hit des Jahres“ Auszeichnung in Sarajevo. Der Rest des Albums wurde hauptsächlich von pop-folk Liedern komponiert, welche gute Kritiken von ihrer Zuhörerschaft erhalten haben.

### 2012–13: City Records und Djevojka sa juga
Maya begann mit der Arbeit an ihrem nächsten Album nach einer einmonatigen Reise von Januar bis Februar 2012. Sie unterschrieb einen Vertrag bei dem Aufnahmestudio City Records. Die erste Single des Albums war „Leti ptico slobodno“ (Flieg ruhig Vögelchen), die von Dragiša Baša geschrieben und von Dejan Abadić produziert wurde. Die Premiere war am 25. Juni 2012.
Ihr viertes Album Djevokjka sa juga (Das Mädchen aus dem Süden) wurde am 17. Oktober in Bosnien & Herzegowina und Serbien, und am 20. Oktober in den benachbarten Ländern veröffentlicht. Sie sagte, dass sie "extrem zufrieden" mit ihrem neuen Label und der Unterstützung sei. Djevojka sa juga war das erste Mal, dass sie mit Damir Handanović zusammenarbeitete, ein Komponist, der mehrere Hits für Sänger wie Ceca, Dara Bubamara, Elvira Rahić, Darko Lazić und Mile Kitić machte. Das Fotoshooting für das Album dauerte 18 Stunden an und musste pausiert werden, weil Maya krank durch den Hunger wurde.
Beim Release von Djevojka sa Juga und Kommentaren von der Öffentlichkeit und der Presse über ihre Musik und wie ihr Stil sich von den mehrheitlich-anreizenden Kollegen unterscheidet sagte sie:

„Ich betrat die Welt des Show-Businesses mit der Intention mich selbst mit der Qualität meiner Lieder zu beweisen. Ich glaube das ist die einzige Möglichkeit eine erfolgreiche Karriere aufzubauen.“

Maya hielt ihr erstes Konzert in Belgrad im April 2013. Ihre Freunde Damir Handanović und Katarina Živković waren dabei, um deren Unterstützung auszudrücken.

### Seit 2014: Opasne vode und das sechste Album
Berović war im April 2014 eine von 26 Teilnehmern im ersten Pink Musik Festival. Ihre Einreichung, ein Club-orientierter Song namens „Alkohol“, war das meistgehörte Lied unter den 26 Teilnehmern. Damir Handanović schrieb das Lied mit Marina Tucaković und schenkte es Berović zum Geburtstag. Das Musikvideo dazu wurde vom Videoproduzenten IDJ Videos gemacht und wurde am 9. Mai 2014 veröffentlicht.
Opasne vode (Gefährliche Gewässer), das am 27. Oktober 2014 veröffentlicht wurde, war ihr fünftes Album und das zweite Projekt mit City Records. Alkohol fungierte hierbei als Haupt-Single. Die zweite Single "Čime me drogiraš", wurde am 23. September veröffentlicht, gefolgt von "Javi šta ti je u glavi" am 7. Oktober.
Im März 2016 veröffentlichte Berović "Pauza", die Haupt-Single zu ihrem sechsten Album. Am 8. Juli 2016 veröffentlichte Berović an ihrem 29. Geburtstag das Lied "To me radi" mit den bosnischen Sängern Jala Brat und Buba Corelli als Features. Das war das erste gemeinsame Lied ihrer Karriere.
2017 veröffentlichte sie das Album „Viktorinia Tajna (Victoria's secret)“, geschrieben von Jala Brat und Buba Corelli. Es enthält acht neue Lieder, von denen „Balmain“, „mala lomi“ und „Harem“ die bekanntesten sind. Es schloss sich eine Tour mit Jala Brat und Buba Corelli an.
Am 20. Dezember 2017 veröffentlichte Maya Berovic gemeinsam mit dem Rapper LEON das Lied „Legalna (legal)“ mit Produzenten von FM PLAY.

## Privatleben
Maya hat seit 2006 einen Partner namens Alen Dragosav. Sie heirateten am 31. Juli 2016 auf Rhodos, Griechenland. Er fungierte als Produzent bei ihren ersten beiden Alben. Im Jahr 2009 zog das Paar nach Graz, und sie besitzen ebenfalls ein Haus in Belgrad.

## Diskografie

### Alben
- 2007: Život uživo
- 2008: Crno zlato
- 2011: Maya
- 2012: Djevojka sa juga
- 2014: Opasne vode
- 2017: Viktorijina Tajna
- 2018: Seven
- 2020: Intime
- 2023: Milion
- 2024: X

### Kompilationen
- 2021: Koncert (Live At Štark Arena 2018)

### Singles (Auswahl)
| - 2007: Džin I Limunada - 2008: Crno zlato - 2011: Djevojačko Prezime - 2014: Alkohol - 2014: Dečko Za Provod - 2016: Pauza - 2016: To me radi (mit Buba Corelli & Jala Brat) - 2017: Balmain (mit Buba Corelli & Jala Brat) - 2017: Mala Lomi (mit Buba Corelli & Jala Brat) - 2017: Harem - 2017: Broj - 2017: Ruski Rulet - 2017: Legalna (mit Leon) - 2018: Pravo Vreme (mit Buba Corelli) - 2018: V.I.P (mit Jala Brat) - 2018: Neka Stvar - 2018: Dilajla - 2018: Sama - 2018: Ljubomora - 2018: Načisto | - 2018: Sahara - 2019: Problem (mit Aca Lukas) - 2019: Zmaj - 2019: Uloga - 2020: Honey - 2020: La La La - 2020: Intime - 2020: Niko Ne Zna - 2020: Bonbon - 2020: Verna Ko Pas - 2020: Moto - 2020: Niko Kao On - 2021: Rampampam (mit Caneras) - 2022: Ale Ale - 2023: Do Kostiju - 2023: Oženjen - 2023: Milion - 2023: Havarija - 2024: Ne računaj na mene (mit Ceca) |